# Guapirama
Guapirama è un comune del Brasile nello Stato del Paraná, parte della mesoregione del Norte Pioneiro Paranaense e della microregione di Wenceslau Braz.